# المنطقة الاقتصادية الخالصة لليمن
المنطقة الاقتصادية الخالصة لليمن هي المساحة البحرية الواقعة خارج المياه الإقليمية اليمنية وتمتد إلى مسافة تصل إلى 200 ميل بحري من خط الأساس للبحر الإقليمي، وفقًا لما تنص عليه اتفاقية الأمم المتحدة لقانون البحار. تُمنح اليمن في هذه المنطقة حقوقًا سيادية لاستخدام الموارد الطبيعية واستغلالها، بالإضافة إلى صلاحيات محددة لإدارة الأنشطة الاقتصادية، وحماية البيئة البحرية.

## حدود
المنطقة الاقتصادية الخالصة لليمن هي منطقة بحرية تمتد من سواحل اليمن، حيث تتمتع الدولة بحقوق سيادية لاستغلال الموارد البحرية. تقع هذه المنطقة بين خط عرض 8° 57' 9.9" شمالًا وخط عرض 16° 38' 58.5" شمالًا، وبين خط طول 41° 4' 55" شرقًا وخط طول 57° 56' 45.6" شرقًا. تمتد حدود المنطقة الاقتصادية الخالصة لليمن على:
1. الساحل الجنوبي المطل على خليج عدن وبحر العرب.
2. الساحل الغربي المطل على البحر الأحمر ومضيق باب المندب.

تبلغ مساحة المنطقة الاقتصادية الخالصة حوالي 509,708 كم2. وتقع هذه المنطقة ضمن إطار استراتيجي مهم حيث تمر بها العديد من الخطوط البحرية الدولية الحيوية، مثل خط التجارة الدولية الذي يربط بين المحيط الهندي والبحر الأبيض المتوسط عبر قناة السويس.

## قوانين
حدد القانون رقم (45) لسنة 1977 بشأن البحر الإقليمي والمنطقة الاقتصادية الخالصة والامتداد القاري والمناطق البحرية الأخرى البحر الإقليمي للجمهورية اليمنية بمسافة اثني عشر ميلاً بحرياً، وحدد المنطقة الاقتصادية الخالصة للجمهورية، ونظم الملاحة في المياه الإقليمية لليمن. كما حدد الجرف القاري لليمن، ونظم استكشاف واستغلال وإدارة الموارد الطبيعية في المنطقة البحرية، ونص على تطبيق القانون المدني والجزائي وملاحقة الجرائم. وقد حددت المادة 17 الحدود البحرية لليمن والتي نصت على:
أ) يتم ترسيم الحدود البحرية بين الجمهورية وأية دولة ذات سواحل مجاورة أو متقابلة، فيما يتعلق بالبحر الإقليمي والمنطقة المتاخمة والمنطقة الاقتصادية الخالصة والجرف القاري، بالاتفاق مع تلك الدولة؛

ب) إلى أن يتم الاتفاق على ترسيم الحدود البحرية وحدود البحر الإقليمي والمنطقة المتاخمة والمنطقة الاقتصادية الخالصة والجرف القاري بين الجمهورية وأية دولة ذات سواحل مجاورة أو متقابلة لها، لا يجوز تمديد ساحل الجمهورية إلى ما يزيد على خط الوسط أو خط تساوي المسافة بين كل نقطة منه وأقرب نقطة على خطوط الأساس التي يقاس منها عرض البحار الإقليمية لكل من الجمهورية والدولة الأخرى.
بعد تحقيق الوحدة اليمنية في 22 مايو 1990 صدر القرار الجمهوري بالقانون رقم (37) لسنة 1991 بشأن البحر الاقليمي والمنطقة المتاخمة والمنطقة الاقتصادية الخالصة والجرف الاقليمي والذي ألغى قرار رئيس الجمهورية رقم (15) لسنة 1967 بشأن المياه الإقليمية الصادر في صنعاء في 30 أبريل 1967م وقرار رئيس الجمهورية رقم (16) لسنة 1967 بشأن الامتداد القاري الصادر في صنعاء بتاريخ 30 أبريل 1967 والقانون رقم (45) لسنة 1977 بشأن البحر الأقليمي والمنطقة الاقتصادية الخالصة والامتداد القاري والمناطق البحرية الأخرى الصادر في عدن في 17 ديسمبر 1977.
يتألف هذا القرار من 7 أقسام مقسمة إلى 26 مادة. ونص أن البحر الإقليمي اليمني يمتد حتى 12 ميلاً بحريًا من خط المد المتوسط المجاور لليابسة أو من المياه الداخلية. يحق للسفن الأجنبية المرور عبر البحر الإقليمي اليمني طالما لم يمس ذلك سيادة وأمن الجمهورية اليمنية. تحدد المادة 9 الشروط الخاصة بعبور السفن النووية والغواصات الأجنبية للبحر الإقليمي. يجب على جميع السفن التي تمارس حق المرور البرئ في البحر الإقليمي احترام القوانين اليمنية والقواعد الدولية للملاحة. تبلغ الحدود الخارجية للمنطقة المتاخمة 24 ميلاً بحريًا من خط الأساس المذكور في المادة 4. وتبلغ المنطقة الاقتصادية الخالصة 200 ميل بحري من خط الأساس للبحر الإقليمي. وللسلطة المختصة الحق في استغلال واستكشاف وإدارة جميع الموارد الطبيعية في الجرف القاري، فضلاً عن إنشاء وتجهيز واستخدام المنشآت اللازمة، وتنظيم البحث العلمي وحماية البيئة البحرية ومكافحة التلوث البحري.
وفي 23 نوفمبر 2014 صدر القرار الجمهوري بالقانون رقم (26) والذي حدد خط الأساس البحري لليمن والذي عيّن 743 نقطة بنظام المساحة العالمي.